# 风云际会
〈风云际会〉，古琴曲。琴谱中收录此曲较为少见，仅有《琴学入门》琴谱中撰刊了此曲。

## 关联诗句
唐杜甫《夔府書懷四十韻》：“社稷經綸地，風雲際會期。”

## 演奏版本
- 《琴學入門》：陳長林演奏。[3][4]

## 相关文献
1. ↑  存见古琴曲谱辑览 查阜西 人民音乐出版社 2003年版
2. ↑  《唐诗宋词元曲大鉴赏》 南海出版社 2011年
3. ↑  陳長林. . 文化藝術出版社. 2013. ISBN 9787503956904.
4. ↑  陳長林. . 北京: 中國文采聲像. 2013.